# Cassian Andor
Cassian Andor és un personatge de ficció de la franquícia Star Wars, interpretat principalment per l'actor Diego Luna. Presentat al llargmetratge Rogue One (2016) com a personatge secundari, és el protagonista de la sèrie de televisió preqüela en curs Andor.
Comença la seva vida com a orfe al planeta miner abandonat Kenari. Després de ser adoptat i pres de casa seva per carronyers, creix al planeta industrial Ferrix. Quan era jove, contraban components robats de la nau imperial abans d'unir-se a l'Aliança Rebel. Durant els esdeveniments de Rogue One, és pilot, oficial d'intel·ligència de l'Aliança Rebel i líder de Rogue One, una unitat rebel que roba els plànols de l'Estrella de la Mort, una arma prou poderosa per destruir un planeta.
El personatge ha rebut una resposta mixta de la crítica, amb elogis per l'actuació de Luna però algunes crítiques per la seva escriptura. Com a primer actor principal mexicà i un dels primers protagonistes llatins d'una pel·lícula de Star Wars, la seva introducció a Rogue One es va considerar una fita per a la representació llatina.

## Personatge

### Creació
Encara que inicialment no s'anomenava Cassian Andor, un "personatge de tipus Cassian Andor" va aparèixer en el tractament original de Rogue One escrit per John Knoll, director creatiu d'Industrial Light & Magic i en el primer esborrany del guió escrit per Gary Whitta. El personatge va ser creat com a membre de Rogue One, llavors comandat per una versió sergent de l'Aliança Rebel de Jyn Erso. La intenció original era matar tots els membres de l'equip Rogue One, inclòs Cassian. Tanmateix, tement que Disney no permetés el final, Knoll i Whitta van escriure que Cassian s'escapa de Scarif amb l' Estrella de la Mort.plans al costat de Jyn Erso i, tot i que el seu vaixell és destruït per Darth Vader després de transferir els plans a la princesa Leia, sobreviuen per poc en una càpsula d'escapament. Whitta va declarar que haver de "saltar per tants cèrcols" per assegurar la supervivència indicava que Cassian i Jyn haurien de morir a Scarif. La productora Kathleen Kennedy i Disney finalment van aprovar el final en què mor tota la tripulació. Es creia que l'objectiu principal d'aquesta acció era que els personatges fossin substituïts finalment després de la pel·lícula per la tripulació de la trilogia original.

### Càsting i interpretació
El maig de 2015, es va anunciar que Diego Luna havia estat seleccionat per a un paper principal a Rogue One. El director Gareth Edwards volia que Cassian fos càlid i simpàtic en lloc del típic heroi d'acció estoic i melancòlic, el que va portar a la decisió d'Edwards de llançar Luna al començament del procés de càsting. Edwards va quedar impressionat pels antecedents de Luna en petites produccions dirigides per personatges, ja que volia que la pel·lícula expliqués una història més personal que les anteriors entregas de Star Wars. Luna va considerar que el seu càsting, i el càsting d'altres homes no blancs en els papers principals de la pel·lícula, reflectien un "enfocament modern" i un món en què "la diversitat racial i culturalde fet ens està fent més rics i més interessants."

## Aparicions

### Rogue One
Rogue One: A Star Wars Story es va estrenar el desembre de 2016, amb Luna en el paper de Cassian Andor, un home que havia estat lluitant a la Rebel·lió des que tenia sis anys. A la pel·lícula, Cassian s'assabenta de la deserció del pilot imperial Bodhi Rook i de la superarma de l'Estrella de la Mort de l'informant rebel Tivik, a qui mata per evitar la seva captura, ja que no pot escapar a causa d'un braç ferit. Més tard, Cassian rep l'ordre secreta de trobar i assassinar el científic Galen Erso, que va ser capturat pel director Orson Krennic i obligat a ajudar a construir l'Estrella de la Mort.
Andor i el seu copilot, el droide de seguretat imperial reprogramat K-2SO, lideren una missió per treure la filla de Galen, Jyn Erso, de la custòdia imperial perquè puguin contactar amb Saw Gerrera. Llavors l'Andor, el K-2S0 i la Jyn viatgen a Jedha per visitar en Saw i obtenir un missatge de Galen que va ser portat per en Rook. Més tard, els rebels arriben a Eadu després de saber que Galen és allà; En Cassian, vacil·lant, decideix no matar-lo. Finalment lidera un equip amb Jyn per robar els plans de l'Estrella de la Mort a Scarif, on s'infiltra al seu centre de dades imperial amb Jyn i K-2SO. Després que K-2SO es sacrifiqui, Jyn i Cassian obtenen els esquemes, però Krennic els embosca, que dispara a Cassian. Tanmateix, Andor es recupera i dispara i fereix en Krennic abans que Jyn transmeti amb èxit els plans a les forces rebels en òrbita. Aleshores, l'Estrella de la Mort dispara sobre el planeta, matant a Cassian i Jyn mentre s'abracen.

### Andor
Article principal: Andor (sèrie de televisió).
Luna repeteix el seu paper d'Andor a Andor, una sèrie de "thriller d'espies" d'acció en viu per a Disney+, que se situa cinc anys abans de Rogue One i que es va estrenar el 21 de setembre de 2022.
En la primera temporada d'Andor, es revela que Cassian era un orfe anomenat Kassa, originari de Kenari; un antic planeta miner abandonat per l'Imperi els habitants indígenes del qual porten un estil de vida tribal. Va ser adoptat pels carronyers Clem i Maarva Andor i es va criar a Ferrix, un planeta la principal activitat del qual és la indústria pesant. A l'edat de 13 anys, Cassian va ser testimoni de com Clem era assassinat pels imperials. En represàlia, va atacar un grup de soldats d'assalt i va ser enviat a un centre juvenil imperial durant tres anys.
Cassian més tard va començar a robar components de naus i una altra tecnologia valuosa de l'Imperi amb la seva amiga Bix Caleen. Aquestes activitats criden l'atenció del líder rebel Luthen Rael. Cassian, buscat per l'assassinat de dos guàrdies de seguretat corporatius i escapant de la cacera del jove oficial Syril Karn, accedeix a unir-se a l'operació de Luthen. Va ser enviat al planeta Aldhani per ajudar un grup de rebels a robar la nòmina imperial emmagatzemada allà. Després de l'atracament, Cassian va prendre el pagament i va tornar a Ferrix per Maarva i el seu droide B2EMO, però Maarva es nega a abandonar el planeta on va créixer. Ella revela a Cassian que és una rebel i que els informes de l'atac a Aldhani la van inspirar a unir-se al cas. Cassian deixa enrere Maarva de mala gana i se'n va al planeta tropical Niamos.
Sense que ell ho sàpiga, Luthen ha decidit matar Cassian per mantenir en secret la seva pròpia participació a la rebel·lió, i ha enviat Vel Sartha i Cinta Kaz, dos dels companys d'equip de Cassian des d'Aldhani per matar-lo. La supervisora d'ISB, Dedra Meero, també ho està buscant perquè creu que està connectat amb un líder rebel el nom del qual en codi és Axis, de qui no sap que és Luthen. Tant l'Imperi com la Rebel·lió planten espies a Ferrix en un intent d'atrapar Cassian.